# 程河镇
程河镇，是中华人民共和国湖北省襄阳市襄州区下辖的一个乡镇级行政单位。

## 行政区划
程河镇下辖以下地区：
程河社区、埠口社区、南元村、张庄村、赵营村、崔营村、王营村、苏坡村、常庄村、李坡村、邓岗村、宋庄村、代岗村、赵坡村、曹河村、谢营村、华楼村、乔庄村、陈庄村、陈湾村、小吕庄村、西刘村、上王庄村、六房村、七房村、三房村、张寨村、石台寺村和孙岗村。